# Двузубные согласные
Двузубные (бидентальные) согласные — это согласные, произносимые нижними и верхними зубами. Они в основном встречаются при нарушениях речи. Символ, используемый в МФА для обозначения таких согласных — 〈 ̪͆ 〉.
Помимо межзубных согласных, таких как [n̪͆], использующих язык, обнаружен по крайней мере один чисто двузубный звук в настоящем языке. В черноморском говоре шапсугийского диалекта адыгейского языка присутствует глухой двузубный неассибилированный спирант в местах, где в других диалектах звучит [x], например, хы МФА: [xə]о файле «шесть» или дахэ МФА: [daːxa]о файле «красивый». Следовательно, он должен был бы записываться фонематически как 〈x̪͆〉. Тем не менее, не происходит трения о мягкое нёбо, в отличие от велярного [x]. Единственным препятствием во рту являются сами зубы: «Губы полностью открыты, зубы сжаты, и язык плоский, воздух проходит между зубов; звук средний между [ʃ] и [f]». Этот звук может быть записан фонетически как [h̪͆], поскольку [h] не имеет собственного места артикуляции.
Расширенный МФА определяет ещё один истинно двузубный согласный звук, бидентальный перкуссив.